# Pałac w Łubiu
Pałac w Łubiu (niem. Schloss Lubie, właśc. Zespół pałacowo-parkowy w Łubiu) – zabytkowy pałac w Łubiu.
Obiekt wybudowany przez Artura Baildona w stylu klasycystycznym latach 60. XIX w. z zamysłem uczynienia z niego siedziby rodowej. Obecny kształt według projektu Ernesta von Haigera przybrał w latach 1910–1911. Pałac otoczony jest parkiem, w którym znajduje się spichlerz oraz kaplica św. Magdaleny. Po II wojnie światowej pałac i otaczający go majątek znacjonalizowano. Przez lata ulegał niszczeniu, odrestaurowano go w latach 90. XX wieku. Obecnie mieści się tu dom opieki społecznej.
Pałac to piętrowy budynek, postawiony na planie prostokąta, z frontem skierowanym na północny zachód. Budynek jest podpiwniczony, nakryty dachem mansardowym z licznymi lukarnami. Od strony podjazdu znajduje się portyk ozdobiony herbowym kartuszem. Posiada wieżę krytą hełmem stożkowym.
W roku 2001 przedstawiciele rodu Baildonów odwiedzili pałac po raz pierwszy po II wojnie światowej, przywożąc ze sobą fotografie przedstawiające dawny wygląd pałacu.
W rejestr zabytków nieruchomych województwa śląskiego wpisano 27 października 1992 roku, w ramach zespołu pałacowego:
- pałac klasycystyczny,
- park krajobrazowy w stylu picturesque, otoczony murem,
- budynek gospodarczy
- doprowadzająca aleja kasztanowcowa, rozpoczynająca się dwoma maczugowatymi kamieniami odbojowymi.

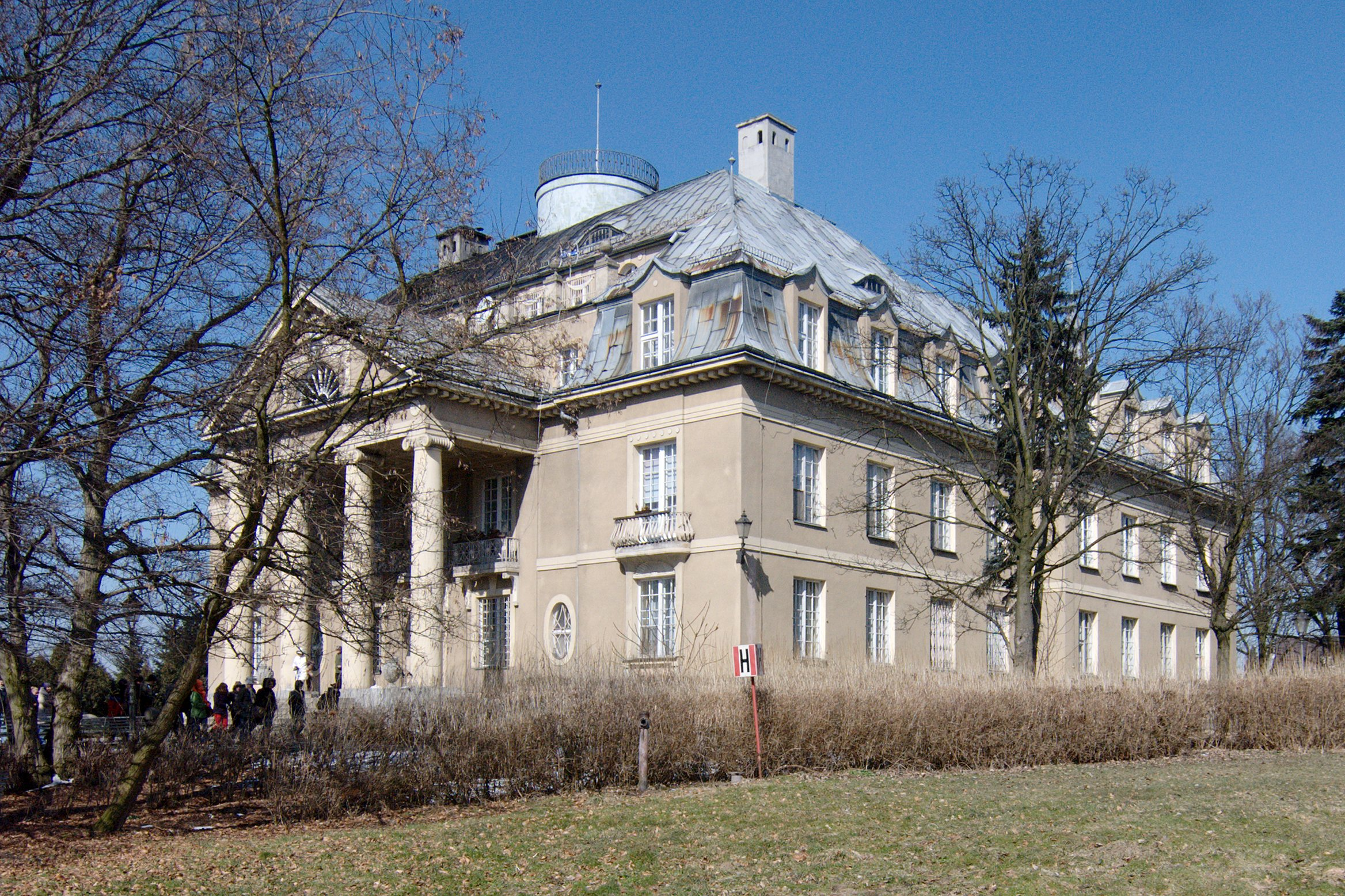
Portyk z herbem Baildon-Briestwell
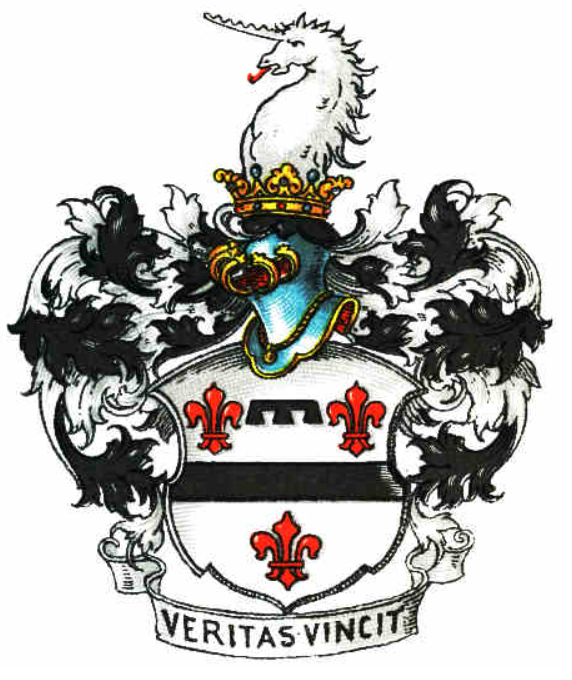
Herb Baildon-Briestwell
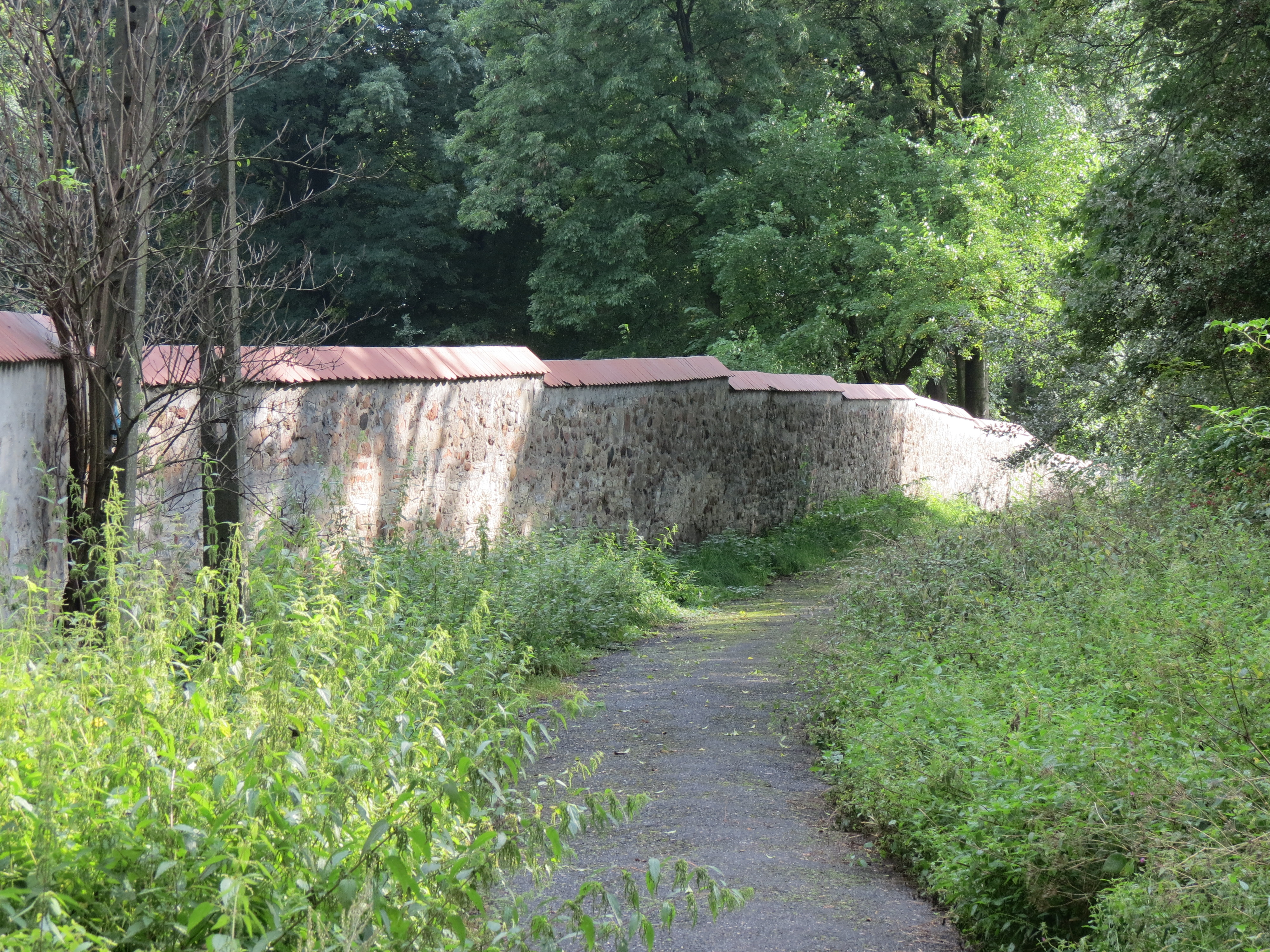
Mur otaczający pałac
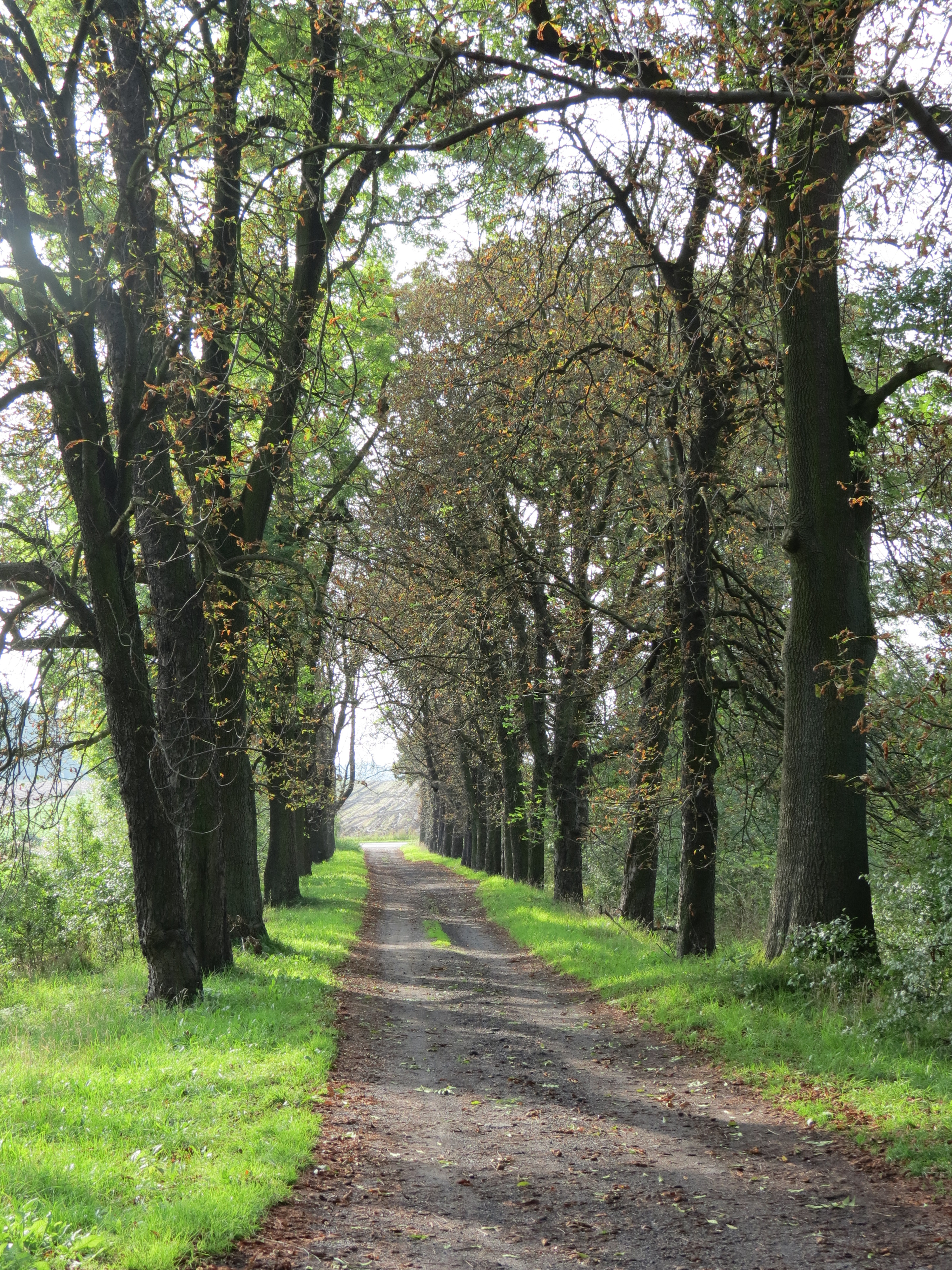
Aleja dojazdowa